# Camp de réfugiés de Zamzam
Le camp de réfugiés de Zamzam est un camp de réfugiés situé a 15 km au sud de la ville de El-Fasher au Soudan dans l'état du Darfour du Nord fondé en 2004 à la suite de la guerre du Darfour.

## Histoire
En février 2020, il abrite 120 000 personnes. Près de la moitié de la population du camp se trouve en situation d'insécurité alimentaire et de nombreux enfants y souffrent de malnutrition;
les principales causes de mortalité y sont les maladies diarrhéiques, les infections respiratoires et le paludisme; le camp compte près de 30 écoles et quelque 25 000 élèves inscrits; il compte cinq dispensaires et trois cliniques mobiles, qui assurent en moyenne 16 000 consultations mensuelles.
Durant la guerre civile soudanaise, le camp de Zamzam est, en 2024, le plus grand camp de réfugiés du Soudan, avec une population de 500 000  à un million de personnes. Début 2025, le camp ainsi que d'autres camps du pays sont déclarés en situation de famine.
En février 2025, les Forces de soutien rapide attaquent et incendient une partie du camp de refugiés.
Du 11 au 15 avril 2025, au moins 400 personnes sont tuées par les Forces de soutien rapide  qui déclare avoir pris le contrôle du site dans le camp et les alentours, et 40 000 personnes ont fuit vers Tawila. L'Organisation internationale pour les migrations parle elle de 400 000 déplacés, dont 180 000 vers Tawila et 150 000 vers El-Fasher.